# Ізольована точка

"" ― ізольована точка множини.

У математиці точка {\displaystyle x} називається ізольованою точкою підмножини {\displaystyle S} (у топологічному просторі {\displaystyle X}), якщо точка {\displaystyle x} є елементом підмножини {\displaystyle S} і існує такий окіл цієї точки {\displaystyle x}, який не містить жодних інших точок із даної підмножини {\displaystyle S}. Це еквівалентно тому, що сінґлетон (одноелементна множина) {\displaystyle \{x\}} є відкритою множиною в топологічному просторі {\displaystyle S} (розглядається як підпростір простору {\displaystyle X}). Інше еквівалентне формулювання: елемент {\displaystyle x} підмножини {\displaystyle S} є ізольованою точкою підмножини {\displaystyle S} тоді й лише тоді, коли він не є граничною точкою підмножини {\displaystyle S}.
Якщо простір {\displaystyle X} є евклідовим простором (або будь-яким іншим метричним простором), то елемент {\displaystyle x} підмножини {\displaystyle S} є ізольованою точкою підмножини {\displaystyle S}, якщо навколо {\displaystyle x} існує така відкрита куля, яка містить лише скінченну кількість елементів підмножини {\displaystyle S}.

## Пов'язані означення
Множина, яка складається лише з ізольованих точок, називається дискретною множиною (див. також дискретний простір). Будь-яка дискретна підмножина {\displaystyle S} евклідового простору має бути зліченною, оскільки ізоляція будь-якої її точки разом із щільністю множини раціональних чисел у множині дійсних числах, означає, що точки підмножини {\displaystyle S} можна відобразити в набір точок з раціональними координатами, яких є лише зліченно багато. Однак, не кожна зліченна множина є дискретною, канонічним прикладом є множина раціональних чисел у звичайній евклідовій метриці.
Множина, яка не має ізольованої точки, називається множиною щільною в собі (будь-який окіл точки містить інші точки множини). Замкнута множина без ізольованої точки називається досконалою множиною (вона включає всі граничні точки, і жодна з них не ізольована на ній).
Кількість ізольованих точок є топологічним інваріантом, тобто, якщо два топологічні простори {\displaystyle X} і {\displaystyle Y} є гомеоморфними, то кількість ізольованих точок у кожному просторі є однаковою.

## Приклади

### Стандартні приклади
Топологічні простори в наступних трьох прикладах розглядаються як підпростори вісі дійсних чисел в стандартній топології.
- Для множини {\displaystyle S=\{0\}\cup [1,2]} точка {\displaystyle 0} є ізольованою точкою.
- Для множини {\displaystyle S=\{0\}\cup \{1,1/2,1/3,\dots \}}, кожна з точок {\displaystyle 1/k} є ізольованою точкою, але точка {\displaystyle 0} не є ізольованою точкою, оскільки в підмножини {\displaystyle S} є інші точки, які як завгодно близькі до точки {\displaystyle 0}.
- Множина {\displaystyle \mathbb {N} =\{0,1,2,\dots \}} натуральних чисел є дискретною множиною.

У топологічному просторі {\displaystyle X=\{a,b\}} з топологією {\displaystyle \tau =\{\varnothing ,\{a\},X\}}, елемент {\displaystyle a} є ізольованою точкою, навіть якщо {\displaystyle a} належить до замикання елемента {\displaystyle \{b\}} (і тому в якомусь значенні є "близьким" до {\displaystyle b}). Така ситуація є неможливою в гаусдофовому просторі.
Лема Морса стверджує, що невироджені критичні точки деяких функцій є ізольованими.

### Два нелогічних приклади
Розглянемо набір точок з дійсного інтервалу {\displaystyle (0,1)} такий, в якому кожна цифра {\displaystyle x_{i}} їх двійкового представлення задовольняє наступним умовам:
- Або {\displaystyle x_{i}=0} або {\displaystyle x_{i}=1}.
- {\displaystyle x_{i}=1} лише для скінченної кількості індексів {\displaystyle i}.
- Якщо {\displaystyle m} позначає найбільший індекс такий, що {\displaystyle x_{m}=1}, то {\displaystyle x_{m-1}=0}.
- Якщо {\displaystyle x_{i}=1} і {\displaystyle i<m}, тоді виконується одна з наступних умов: {\displaystyle x_{i-1}=1} або {\displaystyle x_{i+1}=1}.

Неформально ці умови означають, що кожна цифра двійкового представлення {\displaystyle x}, яка дорівнює {\displaystyle 1}, належить парі {\displaystyle \dots 0110\dots }, за винятком {\displaystyle \dots 010\dots } в самому кінці.
Тепер {\displaystyle F} ― це явна множина, що повністю складається з ізольованих точок, яка має нелогічну властивість, що замикання цієї множини є незліченною множиною.
Інший набір {\displaystyle F} з такими ж властивостями можна отримати наступним чином. Нехай {\displaystyle C} ― множина Кантора середніх третин, нехай {\displaystyle I_{1},I_{2},I_{3},\dots } ― інтервали компонентів {\displaystyle [0,1]\setminus C}, і нехай {\displaystyle F} ― множина, що включає по одній точці з кожного такого інтервалу {\displaystyle I_{k}}. Оскільки кожна точка інтервалу {\displaystyle I_{k}} містить лише одну точку з множини {\displaystyle F}, то будь-яка точка множини {\displaystyle F} є ізольованою точкою. Однак, якщо {\displaystyle p} є будь-якою точкою в множині Кантора, то кожен окіл точки {\displaystyle p} містить принаймні один інтервал {\displaystyle I_{k}}, а отже, принаймні одну точку з множини {\displaystyle F}. Звідси випливає, що кожна точка множини Кантора лежить у замиканні множини {\displaystyle F}, а отже, множина {\displaystyle F} має незліченне замикання.